# Tour de Côte-d'Or
Le Tour de Côte-d'Or est une course cycliste française disputée dans le département de la Côte-d'Or, en Bourgogne-Franche-Comté. Créée en 2004, elle est organisée sur plusieurs étapes par le SCO Dijon, en partenariat avec le Conseil départemental de la Côte-d'Or. 
L'épreuve fait partie du calendrier national de la Fédération française de cyclisme.

## Histoire
L'édition 2020 est annulée à cause de la pandémie de Covid-19.

## Palmarès
| Année | Vainqueur            | Deuxième           | Troisième          |
| ----- | -------------------- | ------------------ | ------------------ |
| 2004  | Benoît Michel        | Eddy Lamoureux     | Pierre Vuillard    |
| 2005  | Pascal Perrin        | Benoît Michel      | David De Vecchi    |
| 2006  | David De Vecchi      | Benoît Michel      | Julien Fourrier    |
| 2007  | Jérémie Dérangère    | Nikolay Mihaylov   | Stéphane Bénetière |
| 2008  | Jérémie Dérangère    | Jérôme Chevallier  | Thomas Nosari      |
| 2009  | Olivier Grammaire    | René Murpf         | Thomas Welter      |
| 2010  | Mathieu Teychenne    | Stéphane Bénetière | Olivier Grammaire  |
| 2011  | Kenny Elissonde      | Romain Delalot     | Albain Cormier     |
| 2012  | Kirill Pozdnyakov    | Michael Vink       | Romain Lebreton    |
| 2013  | Merhawi Kudus        | Guillaume Barillot | Dimitri Claeys     |
| 2014  | Jérémy Maison        | Guillaume Martin   | Erwan Téguel       |
| 2015, | Benoît Daeninck      | Nick Schultz       | Guillaume Bonnet   |
| 2016  | Jérémy Cabot         | Fabien Doubey      | Anass Aït El Abdia |
| 2017  | Stylianós Farantákis | Paul Sauvage       | Alexis Guérin      |
| 2018, | Guillaume Gauthier   | Anthony Jullien    | Maxime Jarnet      |
| 2019  | Sten Van Gucht       | Tao Quéméré        | Yannick Martinez   |
| 2020  | annulé               | annulé             | annulé             |
| 2021  | Alex Baudin          | Joris Delbove      | Bastien Tronchon   |
| 2022  | Julien Souton        | Adrien Maire       | Sten Van Gucht     |
| 2023  | Simon Baran          | Louis Hardouin     | Sten Van Gucht     |
| 2024  | Matthew Fox          | Thomas Morichon    | Maxime Richard     |
| 2025  | Victor Loulergue     | Antoine Berger     | Louis Hardouin     |